# Goodwood Circuit

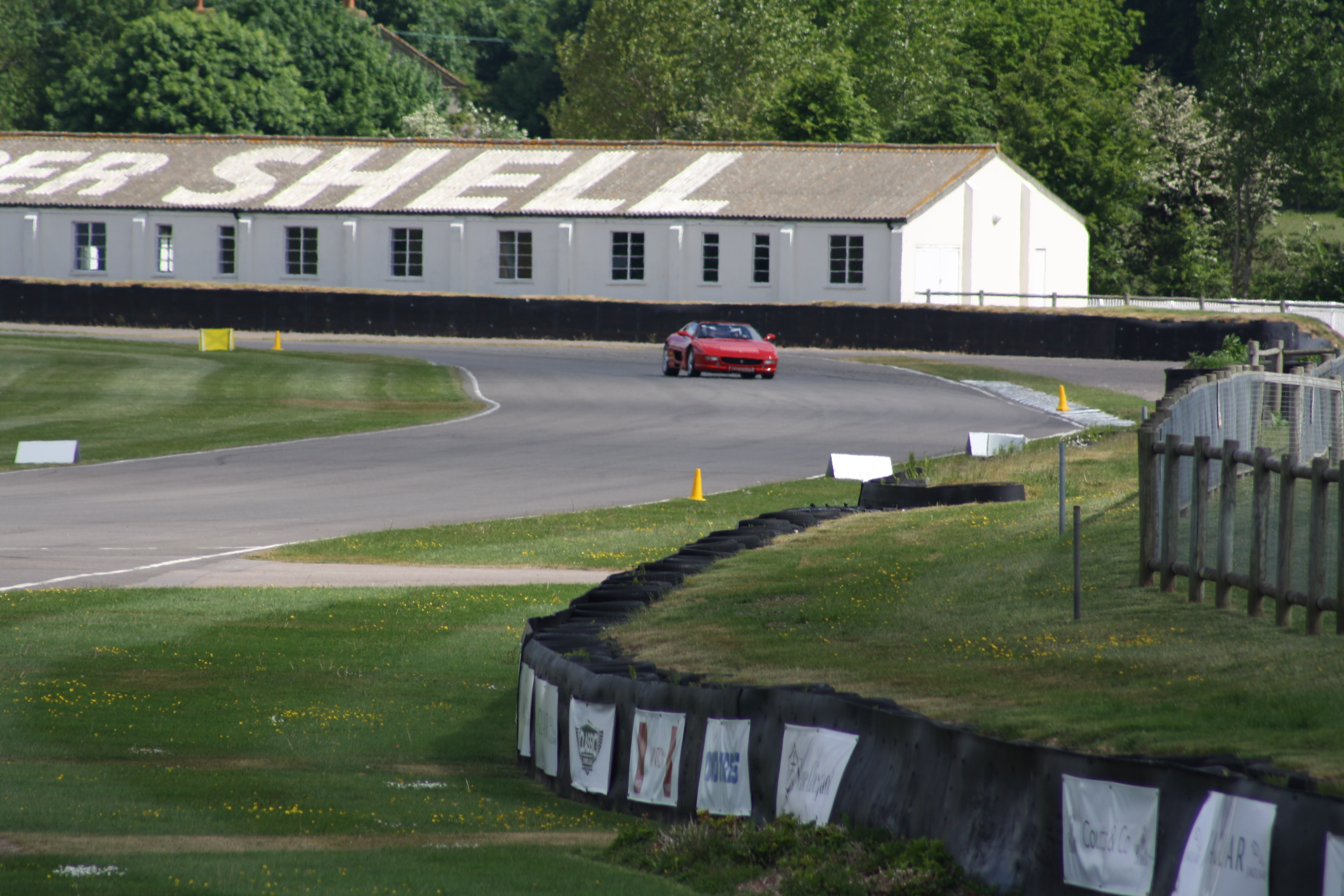
Goodwood Circuit

Goodwood Circuit is een historisch racecircuit in het Verenigd Koninkrijk voor zowel twee- als vierwielers.

## Geschiedenis en ligging
Het circuit ligt vlak bij Chichester (West Sussex), vlak bij de zuidkust van Engeland. Dit racecircuit dateert van 1948 en moet niet verward worden met de Goodwood Racecourse een aparte heuvelklimkoers uit 1936 dat op hetzelfde landgoed ligt en tevens bij Goodwood House hoort.
Verder omsluit het circuit volledig Chichester/Goodwood Airport (IATA: QUG, ICAO: EGHR). Het vliegveld heeft drie grasbanen en is bereikbaar via een tunneltje onder het circuit door.
In 1966 werd de laatste race op het circuit gereden, omdat het niet meer aan de eisen van de tijd voldeed. De eigenaars wilden het circuit niet aanpassen aan de strengere eisen die gesteld werden in verband met hogere snelheden van nieuwere racewagens.
Een ongeluk tijdens een testrit op dit circuit eiste op 2 juni 1970 het leven van Bruce McLaren, de oprichter van Team McLaren.

## Evenementen
Ondanks dat het circuit gesloten werd bleef het wel bestaan voor testritten en andere evenementen. 
In 1982 werden in Goodwood de Wereldkampioenschappen wielrennen georganiseerd. De Italiaan Giuseppe Saronni won er de wegwedstrijd voor beroepsrenners.
Jaarlijks vindt rond eind juni het Goodwood Festival of Speed plaats. Hierbij worden historische en moderne race voertuigen getoond. 
In september vindt jaarlijks de Goodwood Revival plaats. Hierbij wordt geracet met auto's uit de periode tussen 1948 en 1966. Dit wordt tevens aangevuld met historische vliegtuigen.
Het circuit is gebruikt voor opnames voor de serie Downton Abbey.